# Coco Chanel
Pour les articles homonymes, voir Coco Chanel (homonymie) et Chanel (homonymie).
Gabrielle Chasnel, dite « Coco Chanel », est une créatrice de mode, modiste et grande couturière française, née le 19 août 1883 à Saumur et morte le 10 janvier 1971 à l'hôtel Ritz de Paris.
Célèbre pour ses créations de haute couture, et pour les parfums qui portent son nom, elle est à l'origine de la maison Chanel. Des médias la qualifient de « symbole de l'élégance française ».
Certains de ses choix personnels sont controversés, en particulier ses positions et fréquentations pendant l'Occupation allemande en 1940-1944.

## Biographie

### Enfance

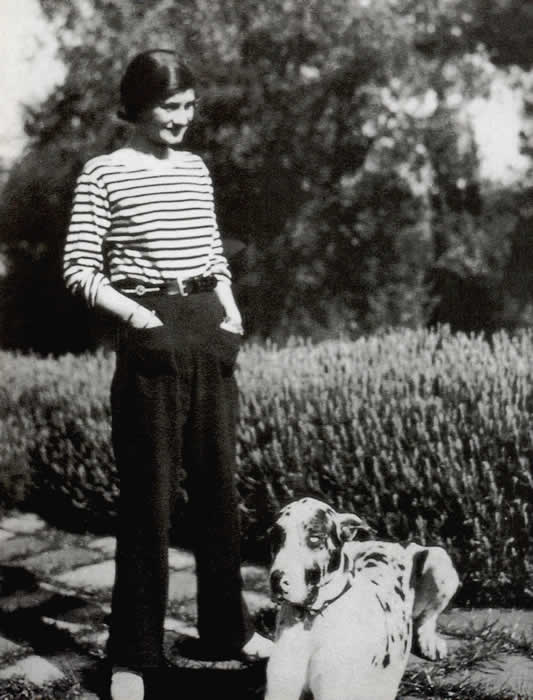
Coco Chanel en marinière en 1928.

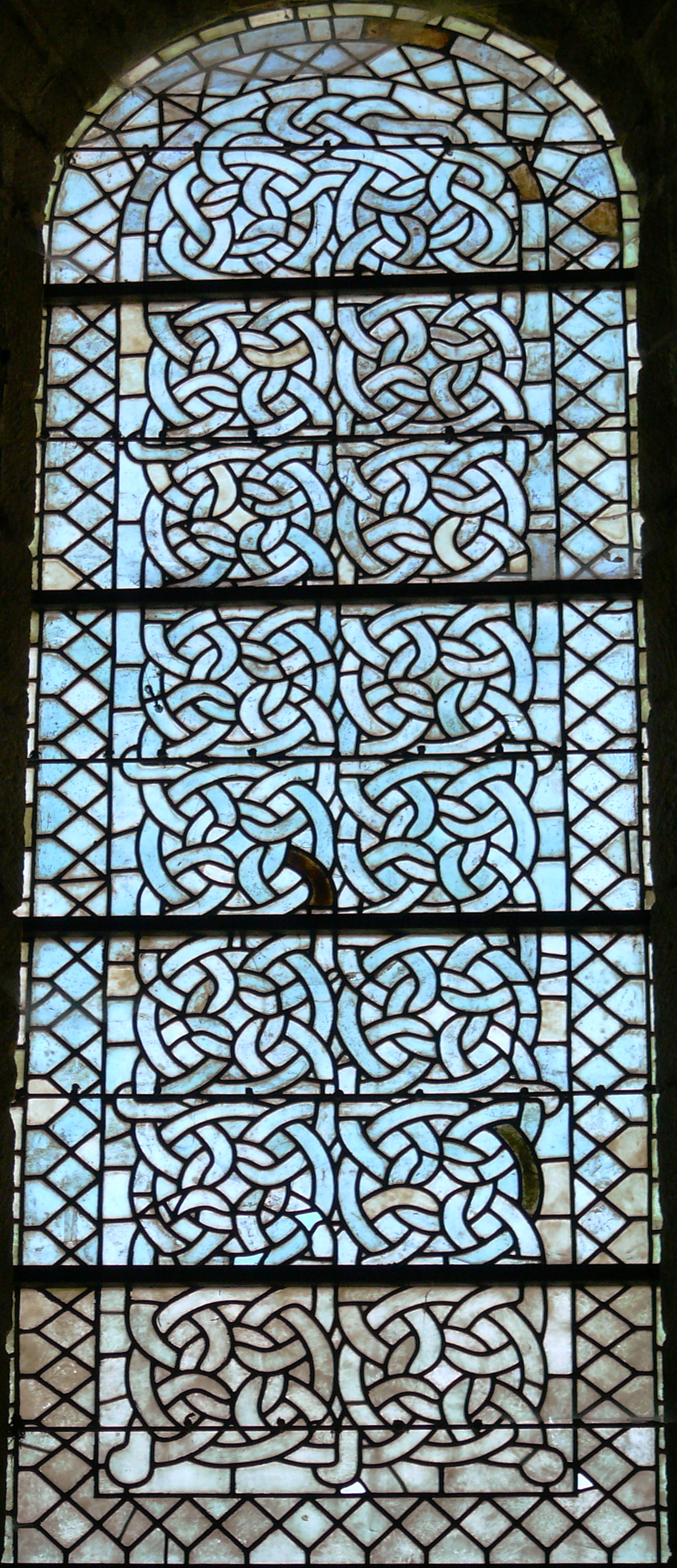
Vitrail cistercien de l’abbaye d'Aubazine dont les entrelacs auraient inspiré le logotype de la maison Chanel.

Née le 19 août 1883, à 4 heures du soir, à l'hospice de Saumur tenu par les sœurs de la Providence, Gabrielle Chasnel est issue d'une lignée de marchands forains cévenols, de Ponteils-et-Brésis près d'Alès. Née hors mariage, elle est la deuxième fille d'Henri-Albert Chasnel (dit Albert), un camelot originaire de Nîmes (Gard), âgé de vingt-six ans à sa naissance, et d'Eugénie Jeanne Devolle (dite Jeanne), couturière originaire de Courpière (Puy-de-Dôme), âgée de dix-neuf ans. Ils vivent tous deux au 29 rue Saint-Jean à Saumur, et se marient le 17 novembre 1884, un an après sa naissance.
Jeanne Devolle a eu cinq autres enfants : Julia-Berthe (1882-1910) — qui, en se suicidant, a laissé un fils, André Palasse (1904-1981) dont Gabrielle s'occupera — Alphonse (1885-1953), Antoinette (1887-1920), Lucien (1889-1941) et Augustin (1891-1891). Très peu d'éléments sont connus sur l'enfance de Gabrielle Chanel, dont elle a très peu parlé, si ce n'est qu'elle se mura dans la solitude et ne se sentit pas aimée par son père aigri, qui reprochait à son épouse chétive et à ses enfants de l'avoir empêché de mener la vie de succès, dont il rêvait. Cela n'empêcha pas Gabrielle de vouer une véritable adoration à ce père bourru, volage et souvent absent.
La mère de Gabrielle meurt le 6 février 1895, à Brive-la-Gaillarde,, à l'âge de 31 ans, épuisée par ses grossesses successives, la tuberculose et le travail qu'elle effectuait sur les marchés de Paris dans le froid. La jeune fille n'a alors que douze ans.
En février 1895, son père la place, ainsi que ses deux sœurs (de 8 et 13 ans) à l'orphelinat de l'abbaye cistercienne d'Aubazine en Corrèze,, — ce serait de cet abandon et pour faire taire les réflexions de ses camarades que « prend racine la véritable mythomanie de Gabrielle », qui s'inventa un père aventurier, négociant en vins, parti faire fortune à New York et lui faisant de somptueux cadeaux — et il aurait confié Alphonse et Lucien à l'Assistance publique qui les aurait placés comme garçons à tout faire dans des familles de cultivateurs.
Pendant son séjour de six ans à l'orphelinat, elle aurait développé ses compétences en couture et aurait vécu une vie austère et rigoureuse, ce qui aurait laissé une empreinte durable sur son style futur. Elle se serait inspirée du lieu pour créer des vêtements aux lignes épurées et harmonieuses : à l'instar de l'architecture sobre et géométrique de l'abbaye aux couleurs neutres, comme le noir et blanc de l'habit des sœurs et des pensionnaires, qui leur permettait de se mouvoir librement, comme la tenue qu'elle portait elle-même, sombre, avec col blanc et lavallière, ainsi que la couleur beige, comme celle des murs. 
Elle se serait également inspirée, pour créer son logo, des pavements anciens des sols et des «C» entrelacés des vitraux de l'abbatiale,.
Ce séjour de Gabrielle à Aubazine n'est toutefois pas établi et aucune preuve matérielle n'en existe. Dans un ouvrage paru en juin 2016, Henri Ponchon montre, à l'aide des recensements, qu'au printemps 1896 (âgée de 13 ans), Gabrielle Chanel vit alors à Thiers, rue Durolle, chez Anaïs Clouvel, cousine germaine de sa mère. Gabrielle Chanel, âgée de douze ans, y est « bonne d'enfants et domestique ». Tout cela reste conforme à ce qu'elle confie à Paul Morand, Louise de Vilmorin, Marcel Haedrich… « Ma mère vient de mourir… Moi, la plus raisonnable, je suis confiée à ces tantes à la mode de Bretagne, cousines germaines de ma mère ». Ces faits sont confirmés par les descendants actuels d'Anaïs Clouvel. La légende d'Aubazine aurait été créée par Edmonde Charles-Roux dans son livre L'Irrégulière, et reprise par la suite par tous les biographes. Il est vrai qu'à Aubazine a bien séjourné une Chanel, Adrienne Chanel, tante et meilleure amie de Gabrielle Chanel — et aussi future baronne de Nexon —, mais seul le nom d'Adrienne Chanel figure sur les recensements de 1896 d'Aubazine.
À 18 ans, pour échapper à un mariage forcé, et sans pour autant aspirer au noviciat, Gabrielle Chanel se rend chez sa tante paternelle Louise Costier à Moulins et s'inscrit chez les chanoinesses de Saint-Augustin de la congrégation Notre-Dame, où elle se perfectionne dans le métier de couseuse. N'ayant pas les moyens de payer les frais de scolarité, elle y est admise avec le statut de pupille et elle y est traitée différemment des élèves plus riches. Elle retrouve dans cette pension de jeunes filles sa tante Adrienne, qui a presque le même âge qu'elle, et, surtout, la même ambition de sortir de sa condition. 
En 1903, devenues habiles à manier le fil et l'aiguille, elles sont placées par les dames chanoinesses, en qualité de couseuses, à la maison Grampayre, atelier de couture spécialisé en trousseaux et layettes. Ce séjour à Moulins reste également controversé. Pas plus qu'elle n'aurait été à Aubazine, elle n'aurait séjourné à l'institut Notre-Dame, selon Henri Ponchon. Coco Chanel n'aimait pas évoquer ce séjour à Moulins.

### Gabrielle devient «Coco»
Vers 1907-1908, très courtisée, Chanel ne veut pas partager le sort anonyme des « cousettes », et recherche un avenir meilleur. Elle fréquente alors le Grand café, lieu chic de la vie moulinoise, où elle croise des officiers du 10e régiment de chasseurs à cheval stationné dans la capitale bourbonnaise. Aujourd'hui l'ancienne caserne abrite le Centre national du costume de scène. Elle les suivra dans un autre café-concert de la ville, la Rotonde. Bientôt, elle ose pousser la chansonnette et se met à rêver de music-hall. Âgée de vingt-quatre ans, elle se produit en spectacle devant les officiers qui la surnomment « Coco », parce qu'elle a pour habitude de chanter Qui qu'a vu Coco dans l'Trocadéro ? (paroles Félix Baumaine et Charles Blondelet, musique d'Édouard Deransart).
Elle est convoitée par de nombreux jeunes garçons fortunés ou titrés, comme le riche Étienne Balsan, officier et homme du monde qui vient de quitter l'armée pour se consacrer à l'élevage de chevaux et aux courses. Il lui fait découvrir la vie de château au domaine de Royallieu près de Compiègne, resté célèbre pour son histoire pendant la Seconde Guerre mondiale ; si Balsan fut peut-être son amant, il fut toujours son ami.
Pendant près d'un an elle apprend les codes et les usages de la haute société, mais l’idylle ne dure que quelques mois : elle se rend compte qu’elle ne l’aime plus, elle s'ennuie et pleure. Elle a vingt-cinq ans et nulle part où aller. Sa première révolution vestimentaire, elle l'invente avec les tenues équestres qu'elle porte à cheval, non pas en robe amazone mais en jodhpurs de peau, cravate et bandeau dans les cheveux.

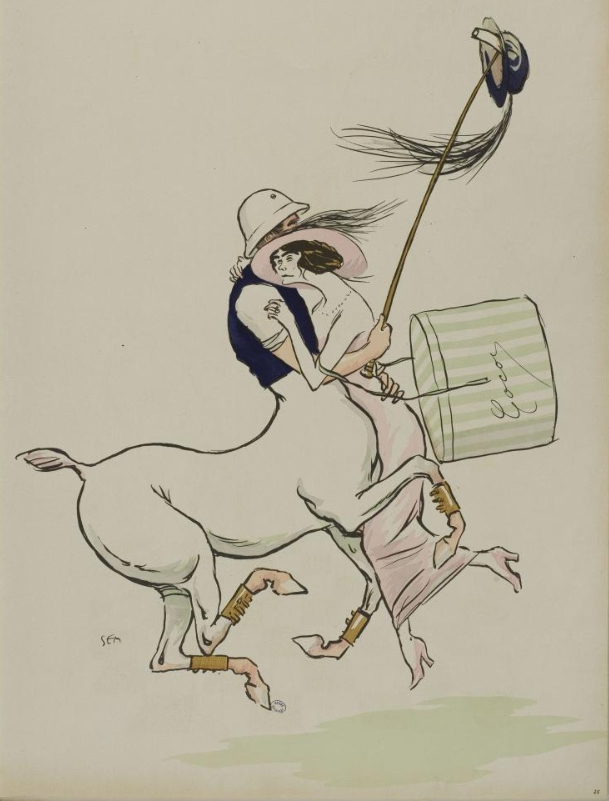
Chanel dansant avec Boy Capel par Sem.

La fréquentation des relations de Balsan lui fait cependant rencontrer l'Anglais Arthur Capel, surnommé « Boy » ; elle devient sa maîtresse en 1909 et le suit à Paris, où il lui offre sa première boutique. Capel est un homme d'affaires qui fait ensuite fortune dans les frets charbonniers durant la Grande Guerre, et un homme de cheval possédant une écurie de polo. Cette histoire d'un amour irrégulier (il épouse malgré tout une Anglaise) et sincère sera tragiquement et brutalement interrompue le 22 décembre 1919 quand Boy trouve la mort dans un accident de voiture, alors qu'il se rend à Monaco où l'attend sa femme. Coco Chanel est bouleversée du décès de celui qui a été également son mentor.

### Une modiste à contre-courant

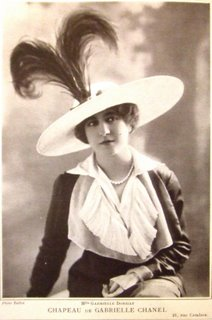
Chapeau créé par Coco Chanel en 1912.

Gabrielle Chanel ne reste cependant pas inactive. Mettant à profit les rudiments, enseignés à Moulins, du maniement du fil et de l’aiguille et de l’initiation prodiguée par Lucienne Rabaté, célèbre modiste du moment, elle se confectionne de petits chapeaux originaux qu’elle pose très bas sur son front. Pour assister aux mondaines courses de chevaux, elle n’arbore pas les robes des grands couturiers, mais ses propres réalisations. Jeune femme charmante, mais au style décalé, tantôt écolière en tenue sage noire et blanche, tantôt garçonne n’hésitant pas à porter polo, cardigan, jodhpurs et pantalons, elle invente déjà un nouveau style, une nouvelle allure. Ses créations avant-gardistes, très sobres, contrastent avec celles que portent les élégantes de l’époque.
En 1909, sur les conseils de Boy Capel, son artisanat débute boulevard Malesherbes, dans la garçonnière parisienne de son protecteur Étienne Balsan. Les chapeaux qu'elle propose à ses clientes sont des déclinaisons de ceux qu'elle fabrique pour elle-même et qui, au château de Royallieu, près de Compiègne, ont séduit ses amies, des demi-mondaines qui fréquentaient le lieu. Balsan ne croit pas à un succès commercial.

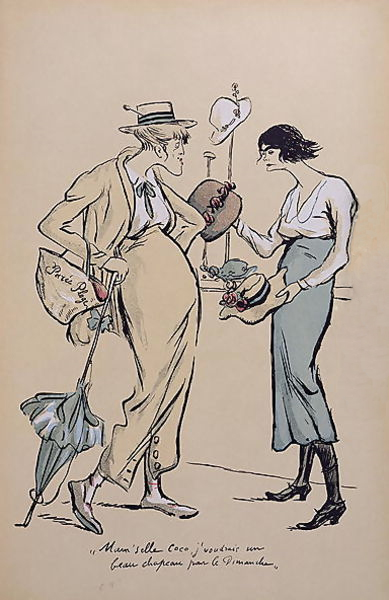
Caricature de Sem.

N'ayant pas de formation technique, ni d'outils de fabrication, dans un premier temps Chanel achète ses formes de chapeaux dans les grands magasins, puis les garnit elle-même, avant de les revendre. La nouveauté et l'élégance de son style font que, très vite, elle doit faire appel à sa cousine Adrienne et à sa sœur Antoinette pour la seconder. Ses créations de chapeaux, débarrassées des grandes plumes d'autruches ou autres froufrous volumineux, commencent à être appréciées pour leur simplicité et leur sophistication.

### Ouverture des premières boutiques
Devenue la compagne de Boy Capel, Coco Chanel développe ses activités grâce à son aide. En 1910, son amant britannique lui prête les fonds nécessaires à l'achat d'une patente et à l'ouverture d'un salon de modiste au 21 rue Cambon à Paris, sous le nom de « CHANEL MODES ». À l’été 1913, alors que le couple séjourne à Deauville, Boy Capel y loue une boutique pendant deux étés consécutifs. Coco ne vend d'abord que des chapeaux, puis des vestes ou encore des jupes entre le casino et l’hôtel Normandy sur rue Gontaut-Biron, de nos jours 11, rue Lucien-Barrière. Comme à Paris, elle est modiste mais l’enseigne est changée en mentionnant son nom complet : « GABRIELLE CHANEL » ; la boutique connaît un succès certain. En 1915 à Biarritz, elle ouvre sa troisième boutique et première vraie maison de couture. Suivant son inspiration, elle raccourcit les jupes et supprime la taille. À l'instar de Paul Poiret qui supprima le corset en 1906, elle veut libérer le corps de la femme. Ses boutiques bénéficient de la clientèle de la société fortunée qui s’est repliée pendant la guerre dans ces deux stations balnéaires.

### Naissance d'un style: «la reine du genre pauvre»

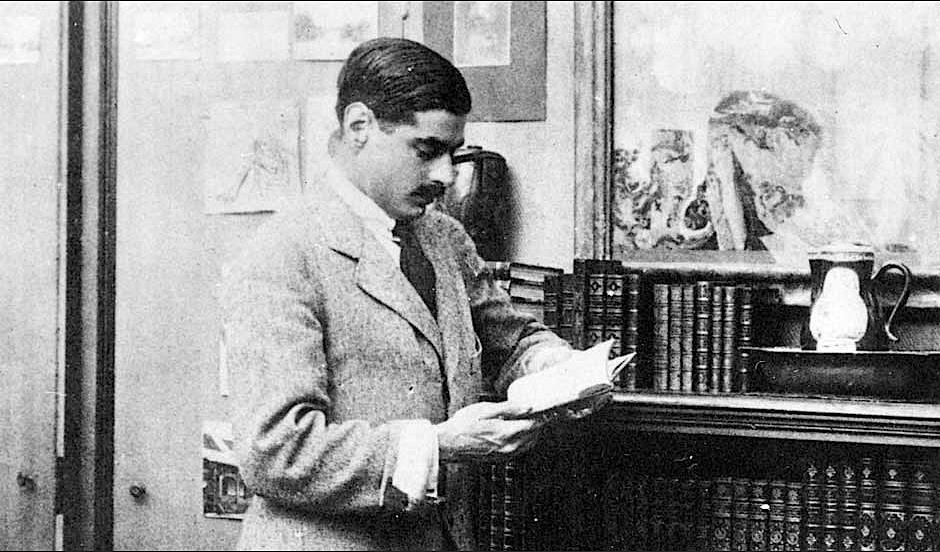
Arthur Capel

Dès 1915, l'étoffe manquant, elle taille des robes de sport à partir du tissu des maillots de garçons-d'écurie en jersey, ces tricots de corps pour les soldats, qu'elle a depuis longtemps adoptés. Libérant le corps, abandonnant la taille, Chanel annonce cette « silhouette neuve » qui lui vaudra sa réputation. Pour s'y conformer, les femmes s'efforcent d'être « maigres comme Coco », qui devient une des premières femmes aux cheveux courts à créer des vêtements simples et pratiques, s’inspirant d'une vie dynamique et sportive et jouant avec les codes féminins/masculins.
En 1916, elle utilise Adrienne comme mannequin à Deauville, qui est alors un lieu de villégiature à la mode. Elle-même s'y promène, testant ainsi sous les yeux d'aristocrates européennes, couvertes d'apparat et maintenues dans des corsets rigides, ses nouvelles tenues qui contrastent par leur simplicité et leur confort. La pénurie de tissus due à la Première Guerre mondiale, ainsi que le manque relatif de main-d'œuvre domestique, a créé de nouveaux besoins pour les femmes de ce milieu, et Chanel perçoit ces besoins. Elle achète à Rodier des pièces entières d'un jersey utilisé à l'époque uniquement pour les sous-vêtements masculins, et lance la marinière.
En 1918, immédiatement après la guerre, elle commence à édifier peu à peu l’une des maisons de couture les plus importantes de l’époque, qui emploie plus de 300 ouvrières, et rembourse enfin Boy Capel, refusant le statut de femme entretenue. La guerre terminée, Boy doit prendre femme, selon les règles de l'aristocratie anglaise, et Chanel en éprouve une insupportable humiliation. Mais, comme sa mère, elle acceptera cette situation et continuera d'aimer Boy. La nuit du 22 décembre 1919, elle apprend qu'il s'est tué la veille au volant de son automobile. « En perdant Capel, je perdais tout. » avouera-t-elle 50 ans plus tard.
Alors que la guerre ne l'a guère émue, la mort de son amant l'affecte profondément, et, pour ne pas sombrer dans le chagrin, Chanel se raccroche à son travail. Cette attitude sera payante, car le succès de ses modèles va grandissant et l'incite à développer encore sa maison.

### Élève-décoratrice de Josep Maria Sert
Après avoir habité sur les hauteurs de Garches, une villa au « crépi beige et aux volets noirs », qui devinrent ses couleurs fétiches en décoration, elle déménage et se rapproche de la rue Cambon à Paris. Chanel loue, vers 1919, l'immense hôtel de Rohan-Montbazon, 29 rue du Faubourg-Saint-Honoré, édifié par l'architecte Lassurance en 1719 pour la duchesse de Rohan-Montbazon, où elle installe un piano et quelques chaises. Trouvant les boiseries d'un vert passé « couleur pois cassé » — que le bail lui interdit de toucher — elle les fait recouvrir de grandes glaces. Le peintre et décorateur Josep Maria Sert et Misia, « sa polonaise d'un désordre admirable », l'aident à meubler et décorer les pièces dans un genre baroque qu'elle adoptera dans ses résidences successives : miroirs, paravents en laque de Coromandel, canapés en bois doré, lampes faites de boules inégales de cristal de Bohême, lustres à pampilles, potiches chinoises, reliures anciennes, girandoles et torses antiques sur les cheminées.
Misia Sert et Picasso y ont leur chambre, Stravinsky compose sur le piano du salon les danses andalouses Cuadro flamenco, et Diaghilev fait répéter Garrotin, une naine danseuse venue de Séville, dans la salle à manger.

### Poursuite du succès

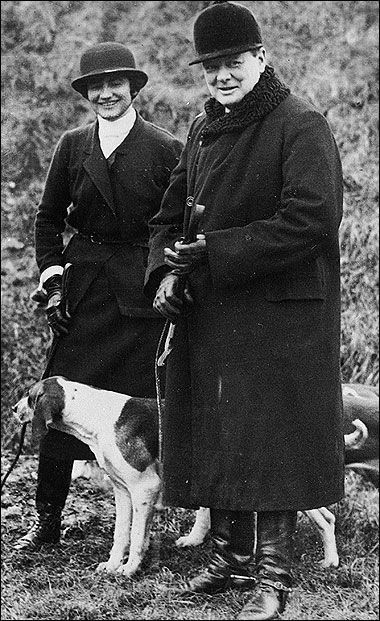
Coco Chanel avec Winston Churchill, en octobre 1921.

Dès 1921 à Paris, à côté de la luxueuse place Vendôme, Coco Chanel annexe, en quelques années, les numéros 27, 29 et enfin le 31 de la rue Cambon. Une adresse où se trouve aujourd'hui encore la célèbre maison de couture qui porte son nom. Elle dispose en outre de ses propres fabriques de tissus en Normandie et s'associe avec les propriétaires de la marque Bourjois — les frères Wertheimer — afin de diffuser commercialement ses parfums.

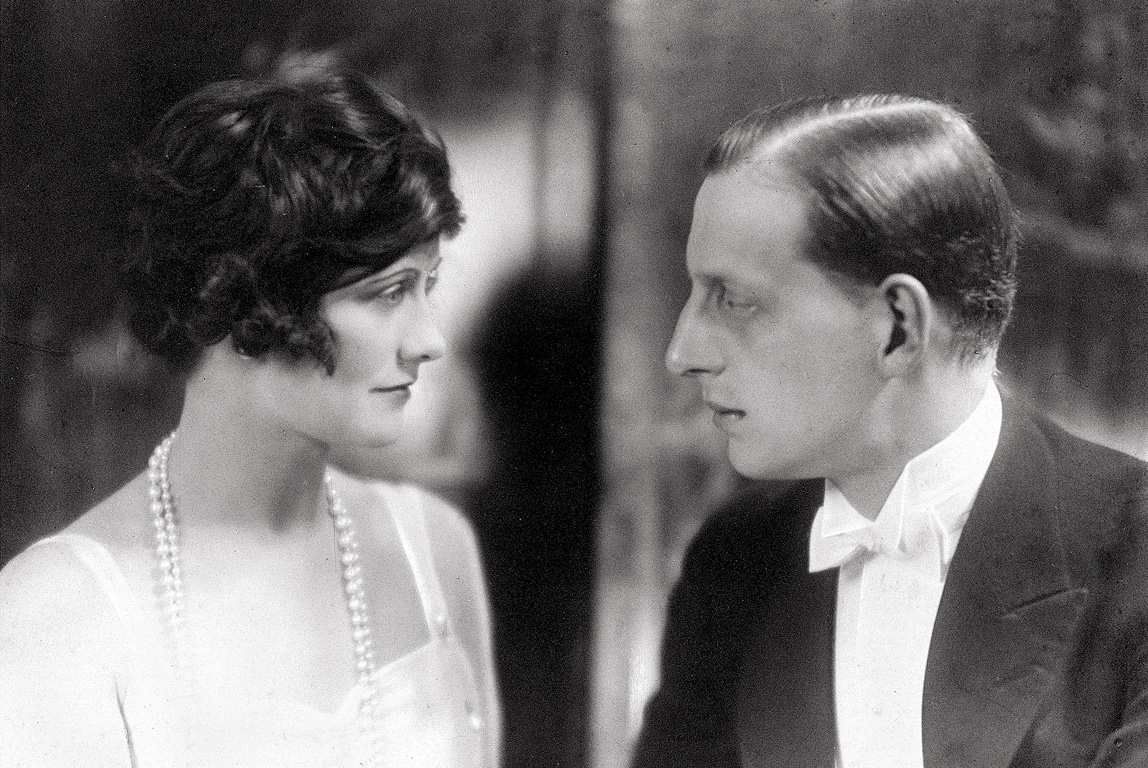
Coco et le grand-duc Dimitri (1920)

Ses liaisons masculines lui donnent souvent des motifs d’inspiration, c’est ainsi qu’elle crée des robes à motifs slaves lorsqu'elle a une liaison amoureuse avec le grand-duc Dimitri Pavlovitch de Russie, cousin en exil du dernier tsar de Russie. Il lui aurait inspiré la forme du flacon de son célèbre parfum No 5, ressemblant à la flasque de vodka des troupes russes à l’époque. Elle est aussi la maîtresse du poète Pierre Reverdy, qui édite des aphorismes et citations de la couturière, avant que celui-ci, de plus en plus mystique, ne se retire à l'abbaye de Solesmes. Son amant Paul Iribe travaille pour elle en tant que créateur de meubles tandis que son ami François Hugo, arrière-petit-fils de Victor Hugo, lui dessine des faux bijoux, notamment des boutons en métal.
Elle héberge Igor Stravinsky et les siens de l'automne 1920 au printemps 1921 à Garches.

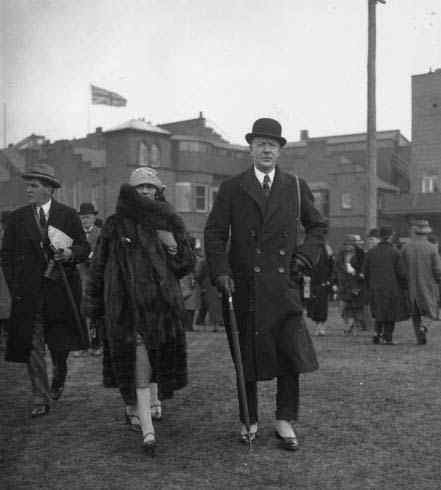
Coco Chanel aux côtés du duc de Westminster, au Grand National d'Aintree, le 27 mars 1925.

À l'automne 1924, Coco Chanel devient une intime de Hughes Richard Arthur Grosvenor, IIe duc de Westminster, réputé l'homme le plus riche d’Angleterre. Elle lui emprunte des éléments de costume masculin, comme le chandail, la pelisse, le béret de marin ou la veste en tweed. Elle les adapte ensuite à la panoplie vestimentaire féminine, qu’elle souhaite moderne et dynamique, alliant le confort à l’élégance. Pendant cette période, elle devient une visiteuse privilégiée du château Woolsack, sur les bords du lac d'Aureilhan, où elle fait des séjours jusqu'en 1930 pour se ressourcer. Pendant ses séjours à Mimizan, elle offre à ses cousettes et mannequins quelques jours de vacances dans la colonie du Pylône, quelques années avant l'instauration des premiers congés payés.
Elle est l'une des premières à lancer la mode des cheveux courts, et s’oppose résolument à la sophistication prônée par Paul Poiret qui accusait Chanel de transformer les femmes en « petites télégraphistes sous-alimentées ». D'après la mini-série Coco Chanel, elle aurait répliqué en disant qu'elle ne voulait pas de femmes ayant l'air d’« esclaves échappées de leur harem », en se référant à la mode orientaliste de l'époque. Chanel privilégie une simplicité très étudiée, des tenues pratiques, comme le pyjama, à porter sur la plage comme en soirée ; les premiers pantalons, la jupe plissée courte, le tailleur orné de poches. Une mode qui s'inspire du vêtement de sport des lieux balnéaires : golf, tennis, plage et nautisme. Elle propose des cardigans en maille jersey sur des jupes courtes, le tout surmonté d'un chapeau cloche. De même, les robes de soirée taille basse s'arrêtant au-dessus du genou, que l'on peut associer aux danses charleston populaires entre 1925 et 1935.
En 1926 est créée la célèbre petite robe noire, une couleur jusqu’alors exclusivement réservée au deuil ; un fourreau droit sans col à manches 3/4, tube noir en crêpe de Chine, correspondent parfaitement à la mode « garçonne » effaçant les formes du corps féminin. Maintes fois copiée, cette « Ford signée Chanel » faisant référence à la populaire voiture américaine, ainsi que devait la qualifier le magazine Vogue, deviendra un classique de la garde-robe féminine des années 1920 et 30.
Récusant le qualificatif de « genre pauvre » souvent accolé à ses créations, Chanel veut distinguer la sobriété du dépouillement : si la toilette féminine doit être simple, elle doit en revanche être agrémentée d’accessoires. Chanel recourt, par exemple, à de faux bijoux mêlant pierres semi-précieuses, strass et fausses perles, ainsi qu’à des bracelets ornés d’un motif « croix de Malte », ou encore à des broches d’inspiration byzantine ou à motifs d’animaux, de fleurs ou de coquillages. Étienne de Beaumont, Paul Iribe et surtout, entre 1929 et 1937, Fulco di Verdura, ont donné à ces faux bijoux une identité reconnaissable.
En 1927, Gabrielle Chanel fait construire à Roquebrune-Cap-Martin une maison appelée La Pausa. Elle demande à l'architecte Robert Streitz de la dessiner en intégrant quelques éléments, l'escalier et le cloître, rappelant son enfance à l'orphelinat d'Aubazine. Elle la meuble essentiellement de mobilier anglais et espagnol des XVIe et XVIIe siècles. Elle y accueille le duc de Westminster qui a financé la construction ainsi que des célébrités de l’époque comme Jean Cocteau, Pierre Reverdy, Paul Iribe, Salvador Dalí et Luchino Visconti. Une partie de la maison avec son mobilier a été recréée au Dallas Museum of Art lors de la donation de la collection Reves,.

### Un cercle d'amis artistes
Misia Sert, rencontrée en 1919 chez son amie Cécile Sorel, sera la meilleure amie de Chanel pendant l'entre-deux-guerres. Misia tenait un salon où elle recevait l'élite culturelle et artistique de Paris ; elle a introduit Chanel dans ce milieu.
Égérie de nombreux peintres et musiciens du début du XXe siècle (Toulouse-Lautrec, Pierre Bonnard, Odilon Redon, Maurice Ravel et Auguste Renoir), Misia Sert se fait connaître dans le milieu artistique parisien par ses talents de pianiste (elle était élève de Fauré) et par sa beauté. Elle fréquente Stéphane Mallarmé et Marcel Proust, puis Erik Satie, Colette, elle se lie avec Serge Diaghilev, Picasso, Cocteau et Serge Lifar et avec le secrétaire général du Quai d'Orsay Philippe Berthelot. Les journalistes la surnomment la « Reine de Paris ».
La proximité de Chanel avec les artistes a été constante. En 1924, elle réalise les costumes du Train Bleu, ballet de Bronislava Nijinska sur un livret de Cocteau et une partition de Darius Milhaud, créé par les Ballets russes de Serge Diaghilev. Elle était une personnalité du Tout-Paris, amie de Cocteau, pour lequel elle créera des costumes de scène : Orphée (1926), Œdipe roi (1937) et Antigone (1943). Elle soutint financièrement Serge Diaghilev dans le besoin et règle ses funérailles à l'île San Michele de Venise. Jeanne Toussaint est sa fidèle amie qui a toujours été là quand elle avait besoin.
Amante de plusieurs personnes de ces cercles où des femmes notamment vivaient en-dehors des normes sociales hétérosexuelles[évasif], elle-même a pu avoir des liaisons homosexuelles selon notamment ses biographes Lisa Chaney et Hal Vaughan, qui évoquent sa bisexualité notoire. Cela interroge d'autant plus sur son comportement pendant la Seconde Guerre mondiale.
Elle réalise également des costumes pour le cinéma, notamment, en 1939, pour La Règle du jeu de Jean Renoir.
Lors d'un séjour aux États-Unis, elle réalise les costumes pour trois films américains : en 1931 Palmy Days et Cette nuit ou jamais, puis en 1932 The Greeks Had a Word for Them,.

### L'Empire Chanel

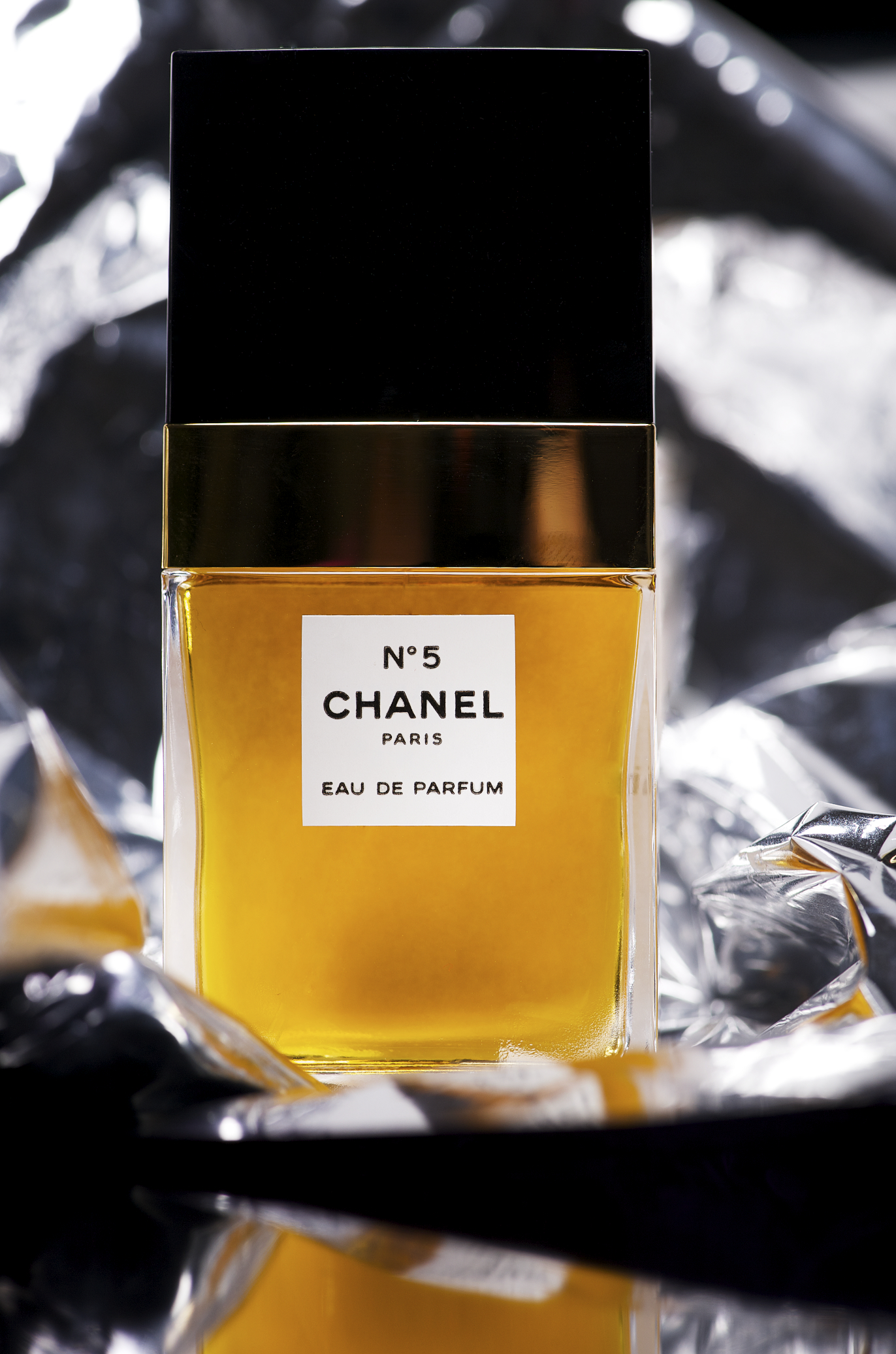
Le Parfum Chanel No. 5, mondialement connu.

Parallèlement, Chanel est la première couturière à lancer des parfums sous son nom, et pour cela conçoit avec le parfumeur Ernest Beaux : No 5 (1921), qui connaîtra une célébrité mondiale, mais aussi No 22 (1922), Gardénia (1925), Bois des Îles (1926) et Cuir de Russie (1926). Pour diffuser internationalement son produit, Chanel fait appel à l'expérience commerciale des frères Pierre et Paul Wertheimer qui dès 1924 possèdent 70 % des parfums Chanel et lui ont vendu une part de leur champion Épinard, l'un des meilleurs pur-sang d'Europe qui, en allant briller dans les courses américaines, contribuera à sa façon au succès des parfums Chanel outre-Atlantique. Les descendants des frères Wertheimer, Alain et Gérard Wertheimer, possèdent l'intégralité de la maison Chanel de nos jours.
De 1927 à 1944, Chanel séjourne régulièrement au château de Corbère-Abères dans le Béarn pour poursuivre son travail à l'aide de ses cousettes. Elle s’adapte aux mutations des années 1930, au cours desquelles elle doit affronter à la fois les revendications sociales de ses ouvrières et l’étoile montante de la haute couture parisienne qu'est Elsa Schiaparelli. Privilégiant alors une silhouette plus épurée, Chanel présente notamment des robes du soir légères et transparentes en mousseline de soie, en tulle ou en laize de dentelle, le plus souvent dans des couleurs faussement neutres, comme blanc, noir ou beige, parfois brodées de perles ou de strass. Comportant une combinaison cousue à l’intérieur, la coupe très simple de ces robes permet à la femme du monde de s’habiller sans l’assistance d’une domestique. Un peu plus tard, elle crée les premières robes à balconnet, puis en 1937, le style « gitane ».
Chanel ne se déplace jamais sans ses perles, et a un goût très prononcé pour les bijoux. Dès 1924, elle ouvre un atelier de bijoux fantaisie. Étienne de Beaumont puis le duc Fulco di Verdura contribuent au développement des bijoux de la maison.
Mais c'est en 1932 que Gabrielle Chanel défraie à nouveau la chronique. À la demande de la Guilde internationale du diamant, Chanel crée « Bijoux de Diamants », sa première collection de haute joaillerie. Les diamants sont montés sur platine, une extravagance après le krach de 1929. Les joaillers historiques de la place Vendôme s'insurgent, reprochant à une « couturière de son état » de s'improviser joaillère. En 2011, la maison Chanel retrouve par hasard un film de 1932 montrant cette collection. Il faut cependant attendre 1993 pour que Chanel crée un département joaillerie.
En 1939, elle est alors à la tête d'une entreprise de 4 000 ouvrières qui fournissent 28 000 commandes par an.

### Occupation allemande et collaboration
À l’annonce de la déclaration de la Seconde Guerre mondiale, elle présente une collection « bleu-blanc-rouge » patriote, puis ferme subitement sa maison de couture et en licencie l'intégralité du personnel. Ainsi cette annonce de la guerre donne à Chanel l'opportunité de représailles envers ses ouvrières qui, revendiquant de meilleurs salaires et conditions de travail, avaient participé aux grèves de 1936.
Gabrielle Chanel se consacre alors uniquement à son activité dans le domaine des parfums, dont la boutique reste ouverte. Profitant de la confusion et des lois antisémites, elle tente de récupérer la marque de parfum No 5, car la célèbre fragrance dont elle ne détient les droits qu’à hauteur de 10 % est en fait la propriété des Wertheimer, famille juive.
Le 5 mai 1941, elle réclame aux autorités allemandes la propriété des Parfums Chanel, assurant qu'« ils sont toujours la propriété de Juifs » et qu'ils ont été légalement « abandonnés » par leurs propriétaires, les Wertheimer qui étaient alors réfugiés aux États-Unis. Elle fait valoir un « droit indiscutable de priorité », et demande « réparation pour les préjudices subis pendant ces dix-sept années »,.

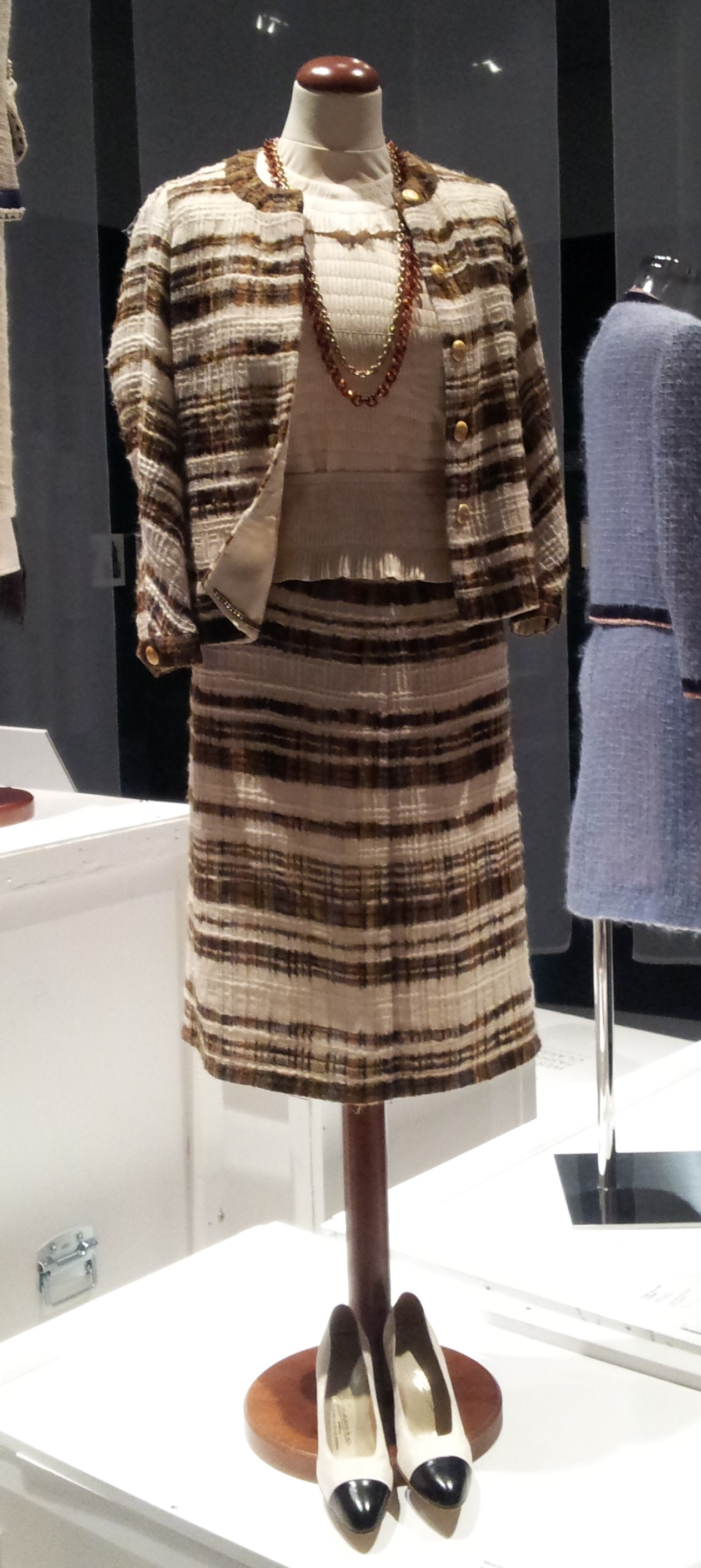
Costume Chanel en tweed bouclé de laine rayée, marron et crème avec chemisier en soie plissée et ébourrée de 1965.

Cependant cette demande n'aboutit pas, Coco Chanel ignorant que les Wertheimer, anticipant les lois nazies, ont fait passer légalement le contrôle des Parfums Chanel entre les mains de leur ami Félix Amiot, qui le leur rendra après la guerre.
Ayant séjourné dans l'hôtel Ritz dès les années 1920, elle y loue une suite au troisième étage, en 1937. Bien que l'hôtel réquisitionné soit devenu le quartier général de la Luftwaffe en 1940, elle dispose néanmoins d'une suite où elle vit durant la Seconde Guerre mondiale de 1941 à 1944 avec son amant, le baron Hans Gunther von Dincklage, surnommé « Spatz » (« moineau »). Selon plusieurs sources, cet ancien attaché d'ambassade allemand appartient au renseignement militaire allemand, l'Abwehr. Edmonde Charles-Roux voit plutôt en lui un agent d'influence mondain à Paris chargé de favoriser la collaboration. Ils ont une longue liaison amoureuse, qui se poursuivra après la fin de la guerre.
La biographie du journaliste Hal Vaughan, s'appuyant notamment sur des archives allemandes et du MI6 déclassifiées, révèle qu'elle fut recrutée comme espionne de l'Abwehr, devenant l'agent F-7124 sous le nom de code « Westminster », en référence à son ancien amant le duc de Westminster, ce que confirme une fiche récemment déclassifiée des archives de la préfecture de police de Paris, concernant Gabrielle Chanel et portant le même numéro d'agent et le même nom de code. Chanel a été recrutée par le lieutenant Hermann Niebuhr qui l'a mise en relation avec le baron Louis de Vaufreland, ancien agent français de la Gestapo au Maroc et recruteur d'espions allemands. Ce dernier a permis la libération de son neveu chéri, le soldat André Palasse, fait prisonnier par la Wehrmacht. En échange, elle se met au service de l'occupant, Vaufreland l'envoyant en mission en Espagne dès 1941.
En 1943, un petit cercle au sein de l'armée allemande auquel est lié Hans Gunther von Dincklage voit dans la relation passée de Chanel avec le duc de Westminster et son amitié avec Churchill une carte à jouer. Chanel est chargée d'œuvrer en faveur de la conclusion d'une paix séparée entre l'Allemagne et le Royaume-Uni. Par l'intermédiaire de Walter Schellenberg, SS-Brigadeführer chef de la section d'espionnage du RSHA, qu'elle rencontre à Berlin en avril 1943 et qu'elle aidera financièrement après son emprisonnement, ainsi d'une amie membre de la famille Windsor, Vera Bate Lombardi (en), elle doit faire parvenir à Churchill une lettre qu'elle lui a rédigée, via l'ambassade du Royaume-Uni à Madrid. L'opération baptisée Modellhut, chapeau de couture en allemand, échoue car Lombardi, dès son arrivée à Londres, dénonce Chanel et d'autres complices comme étant des espions nazis.
De nombreux biographes et historiens confirment ses penchants et diatribes antisémites,,, : avec son amant, le dessinateur d'extrême droite Paul Iribe, elle participe à la reprise du journal antisémite et xénophobe Le Témoin en 1933 ; elle distingue les « Israélites » comme les Rothschild, qu'elle fréquente, et les « youpins ». Elle a pour avocat René de Chambrun et est une amie intime de sa femme, Josée, fille de Pierre Laval, pour le compte duquel Chambrun publie une note confidentielle dévoilant les actions antisémites du régime de Vichy ; de multiples témoignages rapportent ses propos antisémites.

### L'après-guerre, l'exil en Suisse
En septembre 1944, à la Libération, Coco Chanel est brièvement interrogée par un comité d'épuration des Forces françaises de l'intérieur (FFI) mais relâchée deux heures après ; Winston Churchill, qu'elle connut en 1927 lors de sa liaison avec le duc de Westminster, serait intervenu en sa faveur,. La réalité de ce point fait toujours débat, notamment sur le fait que Churchill aurait pu vouloir protéger certains hauts responsables britanniques, membres de l'élite ou de la famille royale, contre des témoignages de leurs sympathies et agissements pro-nazis lors d'un éventuel procès. Néanmoins, on peut souligner que les membres du comité d'épuration ne disposaient alors d'aucune des pièces ni des éléments concernant la collaboration de Chanel tels qu'ils sont connus aujourd'hui, ce qui peut expliquer leur décision.
Elle s'installe alors en Suisse, sur les hauts de Lausanne, au bord du Léman, où elle reste pendant dix ans, tout en séjournant encore occasionnellement à Paris. Elle se fait soigner à la clinique Valmont, et l'on peut souvent la rencontrer au salon de thé Steffen, sur les hauts de Montreux, lieu de rencontre de nombreuses célébrités.
Pendant ce temps, à Paris, le « New Look » de Christian Dior fait fureur : taille de guêpe et seins « pigeonnants » obtenus par la pose d'un corset ou d'une guêpière. Elle est effondrée, tout son travail de libération du corps de la femme semblant alors réduit à néant. Elle s'opposera ouvertement à ce courant de mode dans les années à venir.

### Le retour à Paris, le triomphe du tailleur en tweed gansé
Pourtant, en 1954, âgée de 71 ans, Chanel accepte de rouvrir sa maison sur l'insistance de ses commanditaires, les frères Wertheimer, qu'elle avait tenté de déposséder pendant l'Occupation et qui comptent sur sa présence pour relancer la vente des parfums. Elle renoue avec la création mais sa première collection est mal accueillie, car elle s’inscrit à contre-courant du style de Christian Dior. Face aux balconnets et aux formes bouffantes qui font le succès de ce style après-guerre, Chanel veut imposer de nouveau des robes près du corps et une silhouette androgyne.
Le tailleur de tweed, complété par une blouse de soie, des chaussures bicolores et un sac matelassé à chaîne dorée — le 2.55 —, composent le nouveau style Chanel qui deviendra un classique, souvent copié.

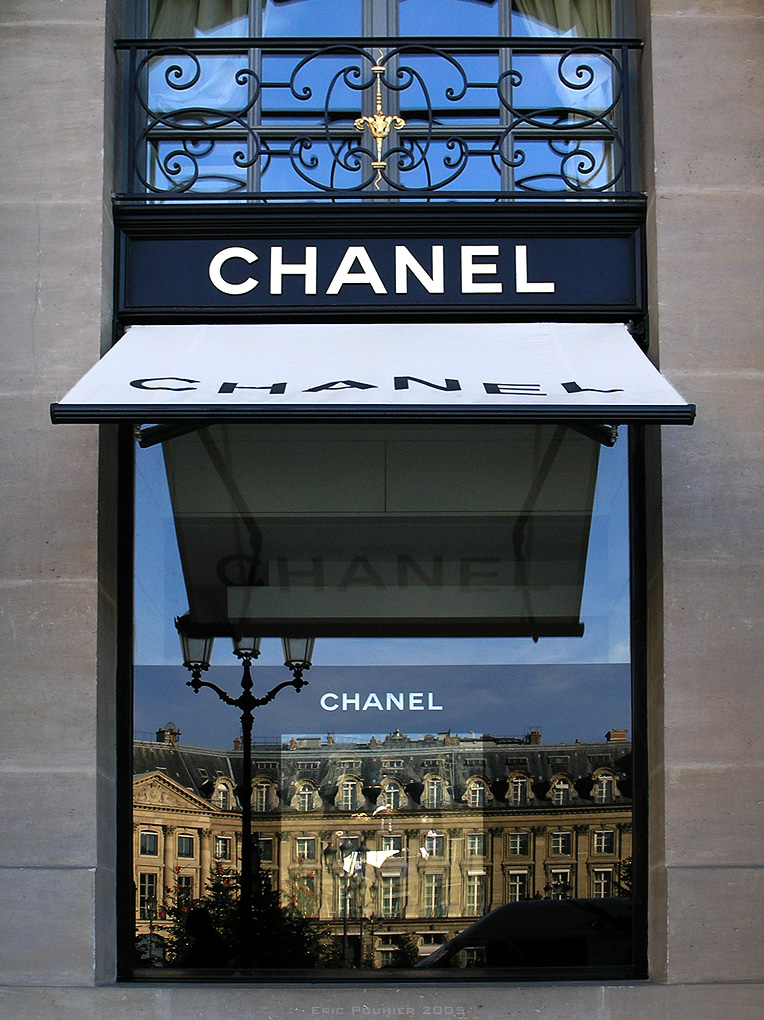
Boutique Chanel Joaillerie, en face de l'hôtel Ritz, place Vendôme, à deux pas de la rue Cambon.

Les vêtements Chanel sont portés par les actrices du moment, notamment Romy Schneider ou Jeanne Moreau dans Les Amants (1958) de Louis Malle, et Delphine Seyrig dans L'Année dernière à Marienbad (1961) d’Alain Resnais. Jackie Kennedy portait un tailleur Chanel rose lors de l'assassinat de son mari John F. Kennedy.
En 1957, elle reçoit à Dallas un « Oscar de la mode ». Marilyn Monroe contribue à cette consécration en affirmant qu'elle ne porte, la nuit, que « quelques gouttes de No 5 ».
À partir de 1954, la création de bijoux est confiée à Robert Goossens. Parallèlement, de nouveaux parfums sont créés sous l’impulsion d’Henri Robert, nouveau « nez » de la maison, qui lance Pour Monsieur (1955), No 19 (1970) et Cristalle (1974).
Chanel reçoit ses connaissances et clients dans l'appartement de deux pièces situé au deuxième étage de sa maison de couture, mais réside dans une suite de l'hôtel Ritz, situé à côté de la maison Chanel.
Les années 1960 voient apparaître la mode de la minijupe, popularisée par Mary Quant et André Courrèges, mais Chanel s'y oppose et ne relève pas la jupe au-dessus du genou, car elle pense que les genoux sont laids. Elle ne touche pas à son classique tailleur avec des jupes sous le genou, et restera insensible à la mode de l'époque et aux influences anglo-saxonnes véhiculées par la musique pop.
Les défilés de haute couture se déroulent dans les salons du 1er étage du 31 rue Cambon, où Chanel les suit assise sur les marches de l'escalier qui mène à l'étage supérieur, d'où elle observe les réactions de ses clientes par le biais des miroirs qui tapissent les parois de l'escalier.

### Fin de carrière

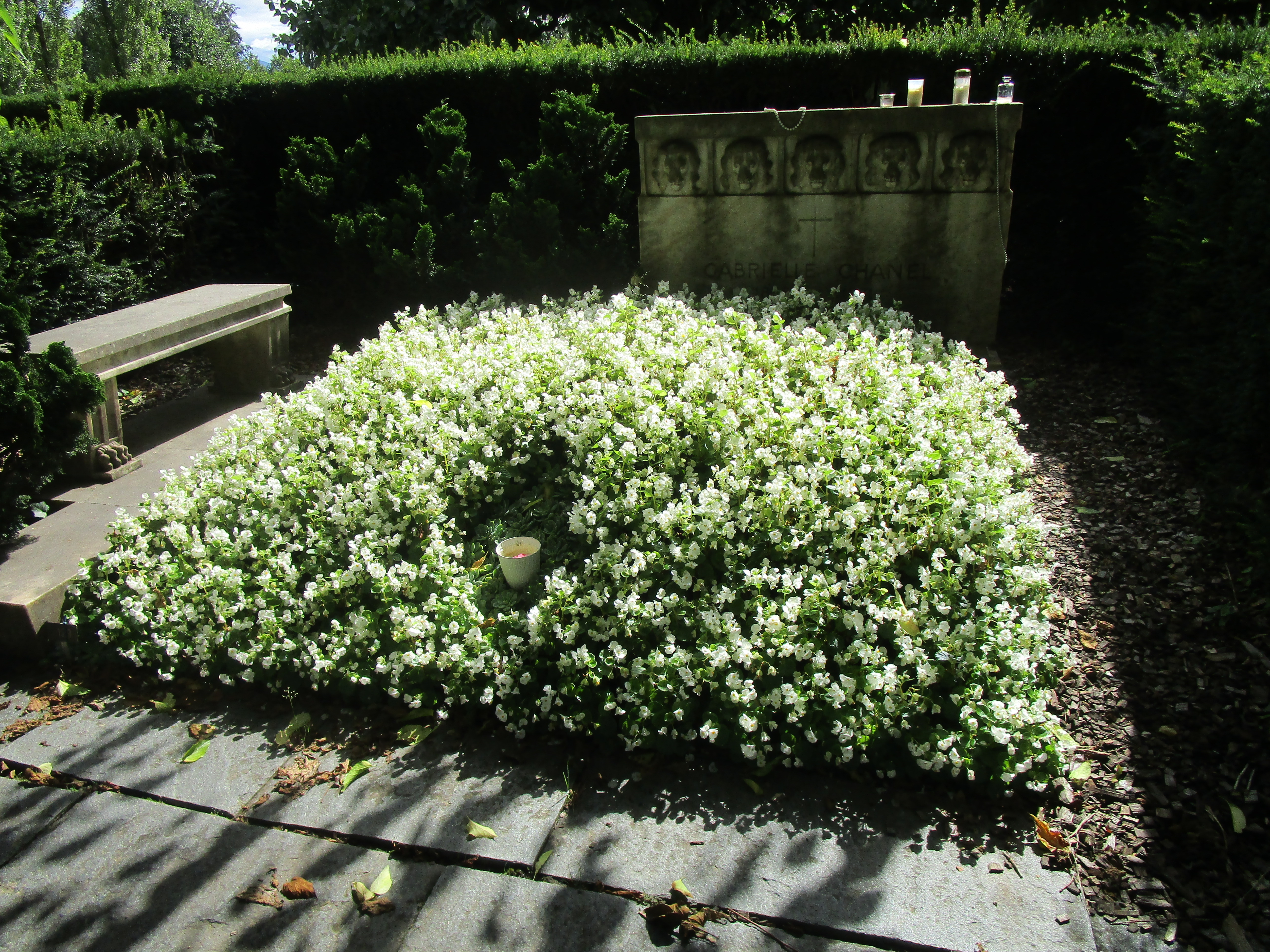
Tombe de Coco Chanel à Lausanne.

Avec les événements de mai 1968, la vague hippie change la donne de la mode. Chanel affirmait que les modes n’étaient bonnes que lorsqu’elles descendaient dans la rue, et pas quand elles en venaient. Chanel devient tyrannique, s’enferme dans son monde fait d’essayages, de défilés, de mannequins et de courtisanes. Edmonde Charles-Roux écrit : « Jamais Chanel n'aima avouer que son art de vivre était fait de recettes empruntées à Sert. La violence qu'elle apportait à le nier la dénonçait. ».
Sèche et acariâtre, elle est très seule, accompagnée dans ses dernières années parfois par Jacques Chazot et surtout par sa confidente de longue date, Lilou Marquand. Concernant les essayages à la boutique, Paule de Mérindol ajoute : « Tout se passe sans le moindre geste. Quand Chanel n'était pas contente d'un modèle, sa bouche devenait carrée. Il lui arrivait de couper une robe pour humilier la Première qui l'avait trop bien réussie. […] Chez Chanel, les silences étaient lourds ». Elle déteste la jeunesse en minijupe ou en blue-jean, critique le féminisme. Elle souffre de blessures intimes jamais cicatrisées que masque mal sa réputation de « femme de fer » ne montrant pas son désespoir. Aimée de Heeren était une amie fidèle, avec laquelle elle partageait de bons souvenirs du duc Hugh Grosvenor.
Le 10 janvier 1971, à l'âge de 87 ans, elle meurt dans sa suite de l'hôtel Ritz au 15 place Vendôme à Paris. Salvador Dalí, Serge Lifar, Jacques Chazot, Yves Saint Laurent et Marie-Hélène de Rothschild ont assisté à ses funérailles en l'église de la Madeleine. Elle est enterrée au cimetière du Bois-de-Vaux, section 9, concession 129-130-131, à Lausanne en Suisse, dans une tombe qu'elle a elle-même dessinée, réalisée par Jacques Labrunie, mari de sa petite-nièce Gabrielle Palasse-Labrunie, sa seule descendante directe. Dans son testament rédigé le 11 octobre 1965, Chanel lègue sa fortune (estimée par la presse à 10 millions de dollars de l'époque) à la Fondation Coga (initiales de Coco et Gabrielle) administrée par Gabrielle Palasse-Labrunie et des avocats suisses, chargée de verser des rentes à ses proches, ses employés ou des artistes.

## Postérité

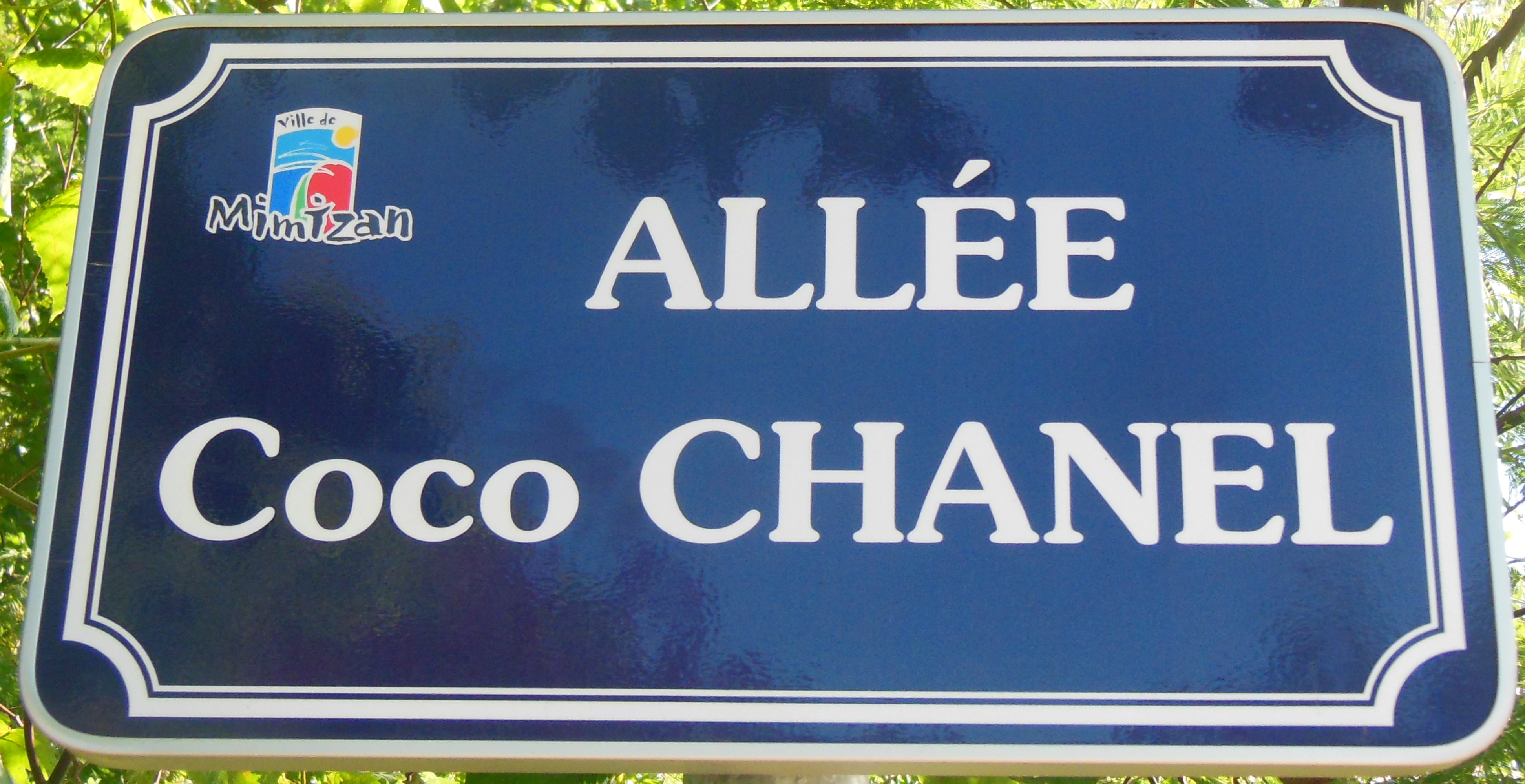
Allée Coco-Chanel, à Mimizan.

Dans la boutique Chanel à Paris, 31 rue Cambon, un escalier Art déco mène à son appartement trois-pièces situé au second étage. Ce célèbre escalier est tapissé de centaine de miroirs et les marches sont en moquette couleur beige-sable, gansées de cuir blanc. Le lieu se visite si l'on est bonne cliente ou journaliste. 
Resté tel qu’elle l’avait décoré, l'appartement est marqué par son opulence, avec huit paravents de Coromandel sur pieds ou cloués au mur, tentures de soie recouvertes d'or, chaise de nourrice sur laquelle elle travailla toute sa vie, lustres aux pampilles en cristal de roche, quartz et améthyste, ainsi que de nombreux bibelots. Le sofa en suède aux coussins matelassés et surpiqués préfigure peut-être le célèbre sac 2.55 de Chanel.

## Dans les arts et la culture populaires

### Filmographie

#### Cinéma
- 1981 : Chanel solitaire réalisé par George Kaczender, avec Marie-France Pisier dans le rôle-titre.
- 2009 : Coco avant Chanel réalisé par Anne Fontaine. Audrey Tautou interprète la jeune Coco Chanel.
- 2009 : Coco Chanel et Igor Stravinsky réalisé par Jan Kounen, avec Anna Mouglalis qui interprète Mademoiselle Chanel, relate sa relation amoureuse avec le compositeur Igor Stravinsky à la même période que la création de son Sacre du printemps.
- 2013 : Once Upon a Time…, court-métrage en noir et blanc réalisé par Karl Lagerfeld à la Cité du Cinéma de Luc Besson avec Keira Knightley dans le rôle de Coco Chanel (disponible sur le site internet de la maison Chanel).
- 2013 : The Return, un court métrage réalisé par Karl Lagerfeld pour Chanel, où le rôle de Coco Chanel est interprété par Geraldine Chaplin.
- 2024 : Cristóbal Balenciaga, jouée par Anouk Grinberg.

#### Télévision

##### Documentaire
- 2018 : Les Guerres de Coco Chanel de Jean Lauritano[93].

##### Série
- 2018 : Frankie Drake Mysteries S02E05 Dressed to Kill.
- 2021 :  Coco Chanel en deux épisodes sur La Trois ou sur Pickx.be ou l'app de Proximus Pickx[94].
- 2024 : The New Look, série télévisée diffusée sur Apple TV, où le rôle de Coco Chanel est interprété par Juliette Binoche.

##### Téléfilm
- 2008 : Coco Chanel, une coproduction européenne, dans laquelle Shirley MacLaine incarne la couturière de retour de Suisse, à 71 ans, et Barbora Bobulova campe Coco Chanel à partir de ses 18 ans.

### Comédie musicale
- Coco est une comédie musicale américaine de Michael Benthall, première représentation à New York, le 18 décembre 1969.

### Théâtre
- Mademoiselle Chanel en hiver de Thierry Lasalle.

### Littérature
- Coco et Igor (en), de Chris Greenhalgh (en) paru en 2003.
- L'Évangile selon Coco Chanel : leçons de vie de la femme du monde plus élégante, de Karen Karbo (en) paru en 2009.
- L'Irrégulière ou mon itinéraire Coco Chanel, d'Edmonde Charles-Roux paru en 1974[95].
- Chanel solitaire, de Claude Delay paru en 1983.

Coco Chanel inspire à Salvador Dalí le personnage de Solange de Cléda, héroïne de son unique roman, Visages cachés, publié aux États-Unis en 1944.